# 유수역
유수역(Yusu station, 柳樹驛)은 경상남도 진주시 내동면에 위치한 경전선의 철도역이다. 2007년 6월 1일부터 모든 여객 열차가 무정차 통과했고, 2016년 4월 29일 폐역되었다.
승강장은 과거에는 1면 2선이었으나, 안쪽 선로가 철거되면서 1선만 활용하고 있다. 또한 화물 전용 승강장의 흔적이 남아 있다.
역 건물은 1986년 무배치간이역으로의 격하 이후 철거되면서, 버스정류장 형태로 된 대합실이 승강장에 설치되었다. 하지만 2007년 6월 1일에 여객취급이 중단되어서 대합실은 더 이상 사용되고 있지 않으며, 역 폐지 이후에는 철거되었다.

## 연혁
- 1967년 2월 22일 : 보통역으로 영업 개시[1]
- 1976년 7월 10일 : 화물취급 중지[2]
- 1986년 10월 16일 : 무배치간이역으로 격하[3]
- 2007년 6월 1일 : 여객취급 중지
- 2016년 4월 29일 : 경전선 진주~광양 구간 복선화에 따른 이설로 폐역 고시[4]
- 2016년 7월 14일 : 경전선 진주~광양 구간 복선화에 따른 이설과 함께 폐역

## 참고 문헌
1. ↑  대한민국관보 철도청고시 제316호, 1967년 2월 8일
2. ↑  대한민국관보 철도청고시 제15호, 1976년 7월 2일
3. ↑  대한민국관보 철도청고시 제27,28호, 1986년 10월 4일
4. ↑  국토교통부고시 제2016-225호, 2016년 4월 29일